# Nordingtjärnarna (Stensele socken, Lappland, 722508-154162)
Nordingtjärnarna är en sjö i Storumans kommun i Lappland och ingår i Umeälvens huvudavrinningsområde.